# Lasconotus referendarius
Lasconotus referendarius är en skalbaggsart som beskrevs av Zimmermann 1869. Lasconotus referendarius ingår i släktet Lasconotus och familjen barkbaggar. Inga underarter finns listade i Catalogue of Life.